# Позняківська вулиця
Познякі́вська ву́лиця — вулиця в Дарницькому районі міста Києва, місцевість Позняки. Пролягає від Урлівської вулиці до кінця забудови.

## Історія
Вулиця виникла в першій третині XX століття. Вперше була згадана[де?] в 1933 році під такою ж назвою. Пролягала від вулиця Революції до вулиці Зоотехників.
Фактично зникла під час часткового знесення забудови колишнього села Позняки (Нові Позняки) і забудови мікрорайону Позняки-3 приблизно у кінці 2007 — на початку 2008 року. 
Станом на 2020 рік зберігся один приватний будинок під номером 15, тож, фактично вулиця продовжує існувати.